# Toeza
Toeza war ein portugiesisches Längenmaß.
- 1 Toeza = 1,98 Meter